# Anastrepha magna
Anastrepha magna är en tvåvingeart som beskrevs av Allen L.Norrbom 1997. Anastrepha magna ingår i släktet Anastrepha och familjen borrflugor. Inga underarter finns listade i Catalogue of Life.